# 洪洞趙城地震
洪洞趙城地震是元大德七年八月初六（公元1303年9月17日），晚8時許（UTC+8）在中國山西洪洞、趙城一帶發生的特大地震，震級8級。這是中國根據歷史文獻確定的第一個8級大地震。破壞面積沿汾河流域分佈，南北長500公里，東西寬250公里，極震區烈度達11度。此次地震給平陽路、太原路造成慘重的人員傷亡和經濟損失，傷亡人數「不可勝計」、「靡有孑遺」。

## 災情
元朝大德七年八月初六戌時（1303年9月17日，北京時間晚8時許），晉南廣大城鄉忽然大風驟起，聲如巨雷，山搖地動，山崩滑坡，地裂渠陷，村堡移徙，城陷屋塌。
山西、陝西、河南三省有51個府州縣的志書記載了這次地震的破壞情況。
大震後餘震數年不止，加之連續三年天旱無收，人民饑寒交迫，流離失所。

## 史料記載
- 《元史》卷五十《五行志》》

八月辛卯夕，地震，太原、平陽尤甚，壞官民廬舍十萬計。平陽趙城縣范宣義郇堡徙十餘里。太原徐溝、祁縣及汾州平遙、介休、西河、孝義等縣地震成渠，泉湧黑沙。汾州北城陷，長一里，東城陷七十余步。

- 《勤齋集》卷四《雜著·地震問答》乾隆翰林院抄本

八月辛卯，初夜地震，汾晉尤甚，湧堆阜，裂溝渠，壞牆屋，壓人畜，死者無數。延、慶次之，安西又次之，余尚未聞也。至今月餘。猶若乘舟車，然間複一動。

- 元大德十一年《河伯將軍為記》木牌

大德柒年八月初六日戌時地震，平陽路倒塌房舍七分，塌死人肆拾柒萬伍千八百。

- 清胡聘之《山右石刻叢編》卷三〇）

大德癸卯秋八月六日，河東地震，壓死者二十余萬人。吉鄉為輕，屋之存者什三、四。

- 康熙《平遙縣誌》卷下

元大德七年八月六日，地震，縣人死者三千六百三十六名口，傷者三千三百九十名口，頭畜死者五百二十，房屋倒塌二萬四千六百間，公廨倒塌殆盡，地湧黑沙與水不止。

- 康熙三十四年《重修三聖樓記》

考元之大德七年八月初六日戌時地震，本路一境房屋盡皆塌壞，壓死人口二十七萬有餘，地震頻頻不止，直至十一年乃定。

## 災情嚴重原因
地震发生时间是晚20点，人多在室内，房屋倒塌难以逃脱。地震中心位于人口密集区太原，临汾两盆地，此地区地表土层松软，加重了建筑物在地震时的损害，而山西传统民居土窑洞和土墙房极不抗震。此次地震震前无震感，导致人们在地震发生时没有警觉，这种夜间高烈度地震过后，灾民既没有救灾能力也没有自救能力，导致此次地震伤亡巨大。